# Vodikova vez
Vodikova vez je šibka kemijska vez, ki nastane v nekaterih spojinah, ki vsebujejo vodik, vezan na elektronegativen atom (O-H ali N-H skupino). Če vodik leži med dvema močno elektronegativnima elementoma, je z enim povezan s kovalentno polarno vezjo, z drugim pa z vodikovo vezjo. Vodikova vez je najmočnejša izmed medmolekulskih vezi. Povzroča, da pride do anomalij v sicer pričakovanih lastnostih spojin, pri katerih nastopa ta vrsta vezi, na primer zvišano vrelišče. Primeri nastopa vezi so voda, amonijak, vodikov fluorid, zmes alkohola in vode.
Ker je vodikova vez precej močna, je to spojino težko razstaviti na več elementov. Posledično tako težje pridemo do vrelišča te spojine.
V organskih spojinah imamo največkrat opravka z vodikovimi vezmi med naslednjimi atomi: O-H -> O,   O-H -> N,   N-H -> O  in  N-H -> N.
Zahteva po točni medsebojni legi dveh molekul, da med njima nastane vodikova vez, daje vodikovi vezi posebno vlogo pri tvorbi specifičnih medmolekulskih struktur v bioloških sistemih.
Najznačilnejši primer je vez med bazama dveh nukleinskih kislin v deoksiribonukleinski kislini.